# トヨタ・ハイエース H200
200系ハイエースは、トヨタ自動車が製造・販売するキャブオーバー型の商用車及び乗用車であるハイエースのうち、5代目にあたるモデルである。

## 概要
ハイエースは1967年に登場して以来、トヨタの商用車・バンとしての「核」であり続けた。2004年に200系へフルモデルチェンジして以降、20年以上に渡る販売期間となり、歴代で最も息の長いロングセラーとなっている。日本では自動車保険、高速道路料金のメリットから、新車のハイエースでは200系が好まれている。また、交通インフラの事情からも200系の販売に影響している。
200系はその長い販売期間の中で様々な改良が施された。本記事においては、発売された時期に対して以下のように区分して解説する。
200系前期型（2013年11月以前）
- #1型 - 2004年8月
- #2型 - 2007年8月
- #3型 - 2010年7月

200系後期型（2013年12月以降）
- #4型 - 2013年12月
- #5型 - 2017年11月
- #6型 - 2020年5月
- #7型 - 2022年4月
- #8型 - 2024年1月

なお、この呼び名はあくまで通称であり、トヨタ自動車が直接発表したものではない。また、カスタム業者の間では共通しているものの、扱う人や企業によって呼び名が異なることにも注意が必要である（例：「5型」を、「4型後期」や「4.5型」と呼ぶ...など）。

## 設計

### ボディ
ボディは、以下のバリエーションを用意した。
- ロング・標準幅・標準ルーフ（バンDX、スーパーGL）
- ロング・標準幅・ハイルーフ（バンDX）
- ロング・ワイドボディ・ミドルルーフ（ワゴンDX）
- スーパーロング・ワイドボディ・ハイルーフ（バンDX、ワゴン　グランドキャビン、コミューターDX、コミューターGL、キャンパーベース車）

標準尺は廃止され、ロングボディが新しい標準枠となった。
100系の全幅は全て小型車枠（4/5ナンバー）の1.7 m未満だったが、200系の全長4.7 m以上のものは全て全幅が1,880 mmのワイドボディ車（100系比190 mmの拡大）となり、居住性が向上した。これにより、小型車はバンのみ（4ナンバー）となった。トレッドが広がり、ロール抗性や小回り性の面でもプラスとなっているが、大幅な拡幅で取り回しや駐車場の確保に不安を持つ声もある。ワイドボディ・ミドルルーフ車は標準ボディ車ロング比でフロントクラッシャブルゾーンが150 mm拡大され全長が4,840 mmとなっているが、車内長は標準ボディ車と変わらない。
商用車はコストの兼ね合いから、多くのメーカー・車種で統一された汎用デザインのスチールホイールを装着することが多いが、200系では全車ホイールキャップ付きスチールホイールを標準装備とし、乗用車に近い印象を与えた外観としている。

### エンジン
ディーゼル車（バン・コミューターのみ）は従来の3.0リッター自然吸気式エンジンの5L型から、2.5リッターコモンレール式ディーゼルターボエンジンの2KD-FTV型に変更し、平成15年新短期規制、東京都ディーゼル車規制、自動車NOx・PM法に適合させた。2007年8月の2型では2KD-FTV型から3.0リッターの1KD-FTV型に排気量拡大するとともにDPR触媒を採用して新長期規制に適合させた。1KD-FTV型は2KD-FTV型よりも先に開発され、ランドクルーザープラド等に積まれていたエンジンで、これにDPR等を付加したものがハイエースに搭載された。しかし、発売当初よりDPR作動に関わる燃料のポスト噴射により、燃料（軽油）がエンジンオイルを希釈する構造的欠陥を抱えており、法人個人を問わず、運行に支障を呈するケースが散見される。この現象は触媒の温度を上げるためにポスト噴射を行う全てのディーゼルエンジンで起こるもので、旧来のディーゼル車やガソリン車並のメンテナンスフリー化は実現されておらず、特に個人ユースでは注意を要する状態だった。2010年7月の3型にはこの1KD-FTV型に対して大幅な改良が施された。2017年11月の5型には1GD-FTVに変更された。
ガソリンエンジンには2.0リッターの1TR-FE型や、2.7リッターの2TR-FE型がラインナップされている。なお、ワゴンにはディーゼルエンジンが搭載されない。
| ガソリンエンジン        | ガソリンエンジン | ガソリンエンジン               | ガソリンエンジン | ガソリンエンジン       | ガソリンエンジン           | ガソリンエンジン                                                   |
| モデル番号の 先頭の文字 | エンジン 型式    | タイプ                         | 排気量 (cc)      | 最高出力 (kW (PS)/rpm) | 最大トルク (Nm (kgfm)/rpm) | 備考                                                               |
| ----------------------- | ---------------- | ------------------------------ | ---------------- | ---------------------- | -------------------------- | ------------------------------------------------------------------ |
| TR                      | 1TR-FE           | 直列4気筒 DOHC VVT-i           | 1,998            | 98 (133) /5,600        | 182 (18.6)/4,000           | 2004年 - （1型 - ）                                                |
| TR                      | 1TR-FE           | 直列4気筒 DOHC VVT-i           | 1,998            | 100 (136) /5,600       | 182 (18.6)/4,000           |                                                                    |
| TR                      | 2TR-FE           | 直列4気筒 DOHC VVT-i           | 2,693            | 111 (151) /4,800       | 241 (24.6)/3,800           | 2004年 - （1型 - ）                                                |
| TR                      | 2TR-FE           | 直列4気筒 DOHC VVT-i           | 2,693            | 118 (160) /5,200       | 243 (24.8)/4,000           |                                                                    |
| ディーゼルエンジン      |                  |                                |                  |                        |                            |                                                                    |
| モデル番号の 先頭の文字 | エンジン 型式    | タイプ                         | 排気量 (cc)      | 最高出力 (kW (PS)/rpm) | 最大トルク (Nm (kgfm)/rpm) | 備考                                                               |
| KD                      | 2KD-FTV          | 直列4気筒 DOHC 直噴式 ICターボ | 2,494            | 80 (109)/3,400         | 260 (26.5)/1,600 - 2,600   | 2004年 - 2007年（1型）                                             |
| KD                      | 1KD-FTV          | 直列4気筒 DOHC 直噴式 ICターボ | 2,982            | 100 (136)/3,600        | 300 (30.6)/1,200 - 2,400   | 2007年 - 2010年（2型）                                             |
| KD                      | 1KD-FTV          | 直列4気筒 DOHC 直噴式 ICターボ | 2,982            | 106 (144)/3,400        | 300 (30.6)/1,200 - 3,200   | 2010年 -2017年（3型 - 4型） 3型導入に際して設計変更 詳細は#3型にて |
| GD                      | 1GD-FTV          | 直列4気筒 DOHC 直噴式 ICターボ | 2,754            | 111 (151) /3,600       | 300 (30.6) /1,000 - 3,400  | 2017年 - （5型 - ）                                                |
| GD                      | 1GD-FTV          | 直列4気筒 DOHC 直噴式 ICターボ | 2,754            | 116 (158) /3,400       | 330 (33.7) /1,200 - 3,200  | 2025年 - 特別仕様車「スーパーGL"DARK PRIME S"」に搭載              |

### トランスミッション
先代のシフトレバーはフロア配置であったが、200系では全車インパネシフトとなり、サイドウォークスルー性を向上している。日本国内向けの基本はAT仕様であり、発売当初は前進4段だったが、2014年12月の改良で6段になった。また、2021年6月以前までバンロングDXに限り、5速MTも選ぶことが可能であった。しかしながら2021年8月以降販売モデルにはMT設定は一切無くATにまとめられた。
パーキングブレーキについては、先代で廃止されていたステッキ式レバーが、ウォークスルー性や乗降性との兼ね合いで復活した。

## 1型
2004年8月23日に登場。ワゴンはフロントにあったハイエースのエンブレムが廃止され、1993年（平成5年）のマイナーチェンジ以来となるトヨタのCIマークが与えられたが、寸法は大きい物となった。
バンのジャストローは、前後輪ともに同サイズの70 %偏平率タイヤに変更。
ワゴンはトヨタモデリスタインターナショナルの手でドレスアップされたエアロツアラーも設定された（持ち込み登録）。ベースはワゴンDXであるが、カラードバンパー、エアロパーツやオプションのパワーウインドウやワイヤレスドアロックなどの快適装備も装備される。

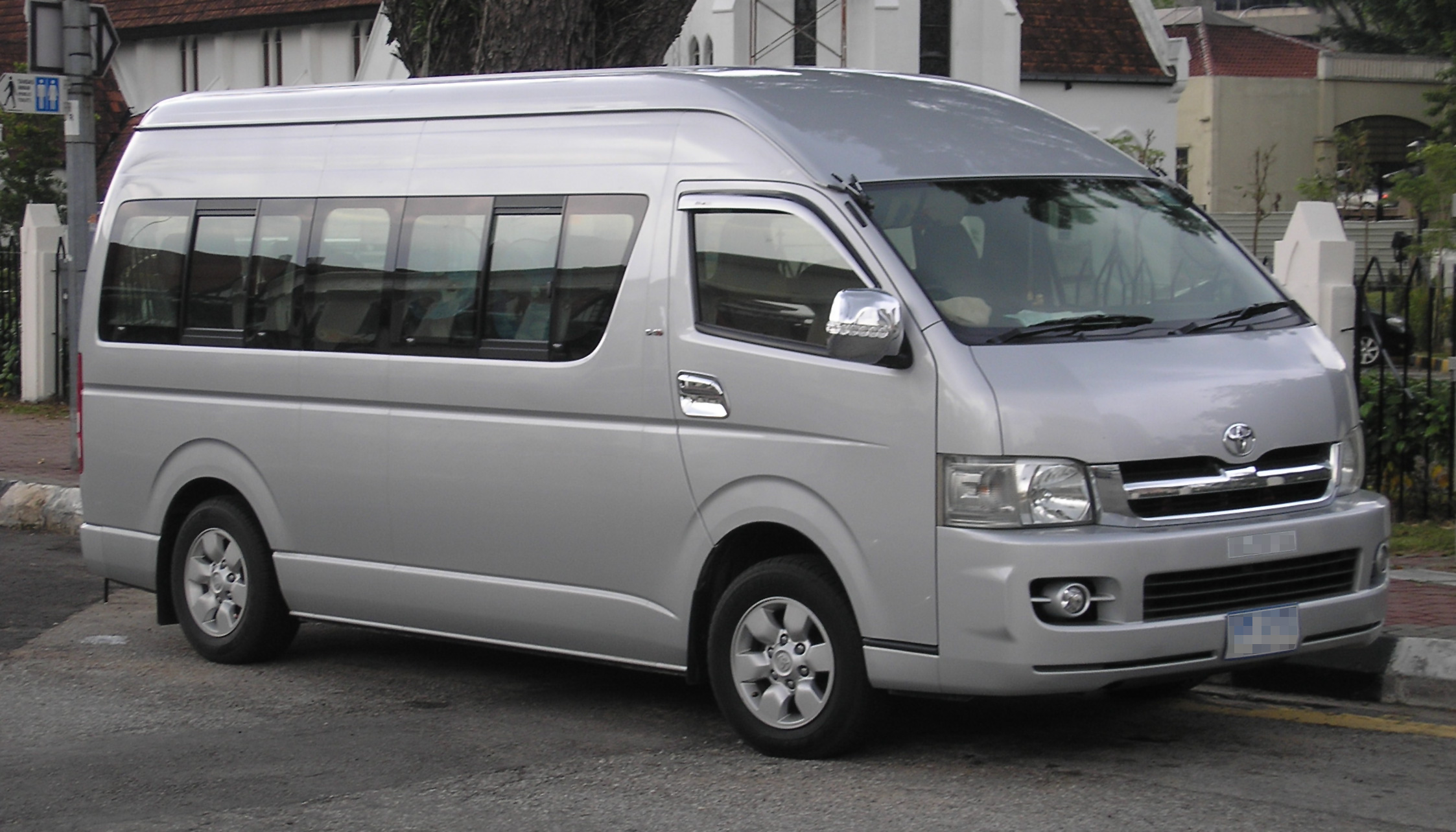
スーパーロングワゴン グランドキャビン（2004年販売型・200系1型）
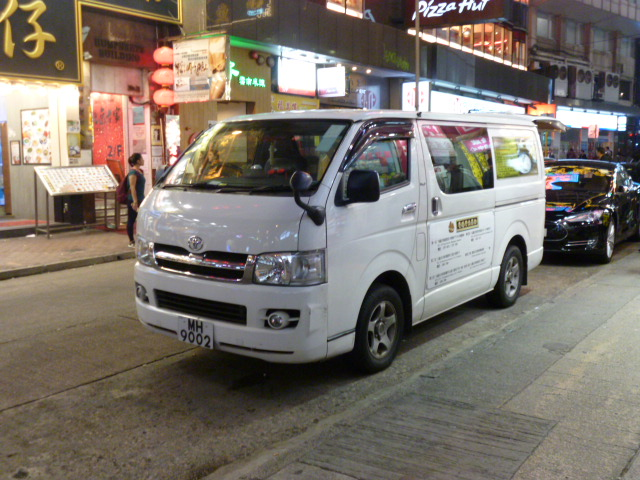
ロング 香港仕様（200系1型）
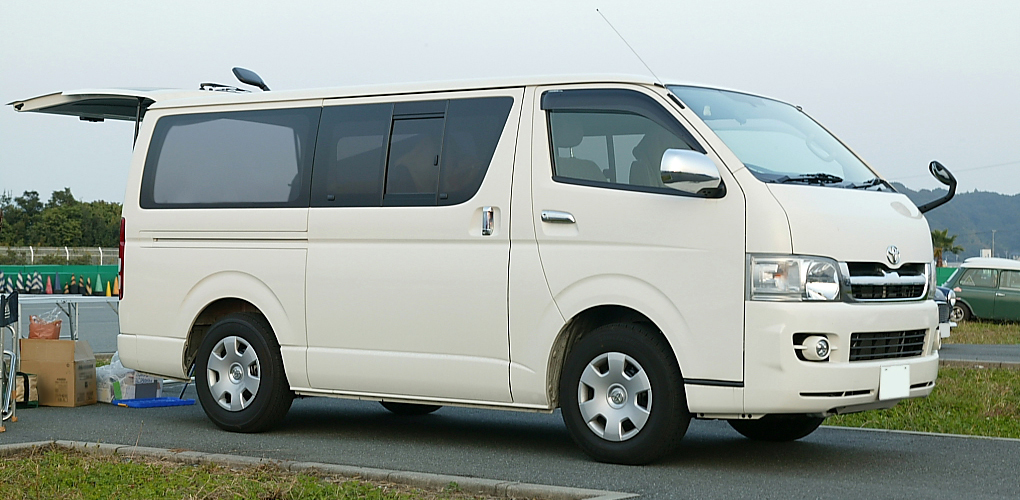
ロングバン スーパーGL 標準ルーフ（200系1型）
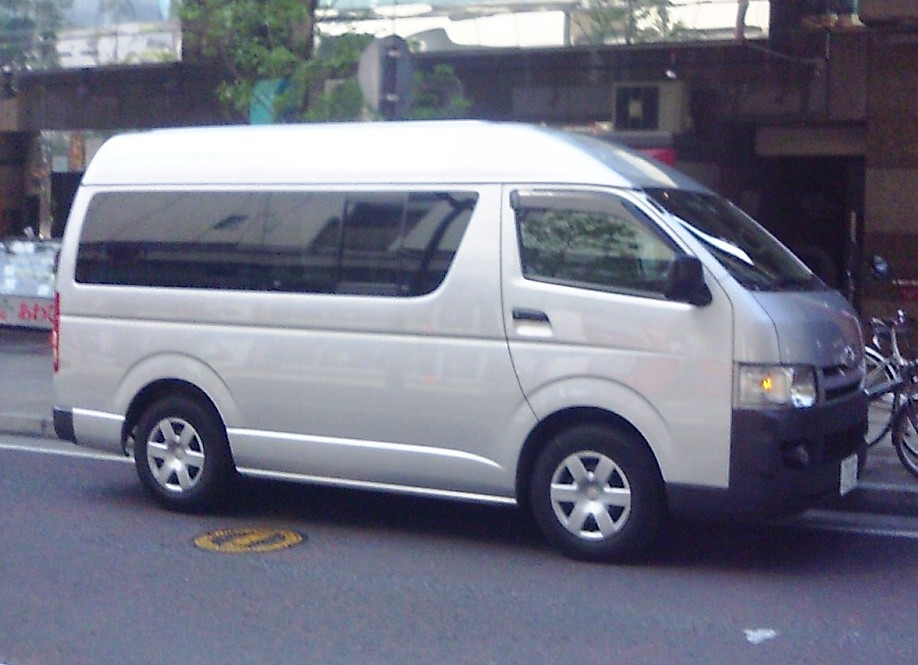
ロングバン DX ハイルーフ（200系1型）
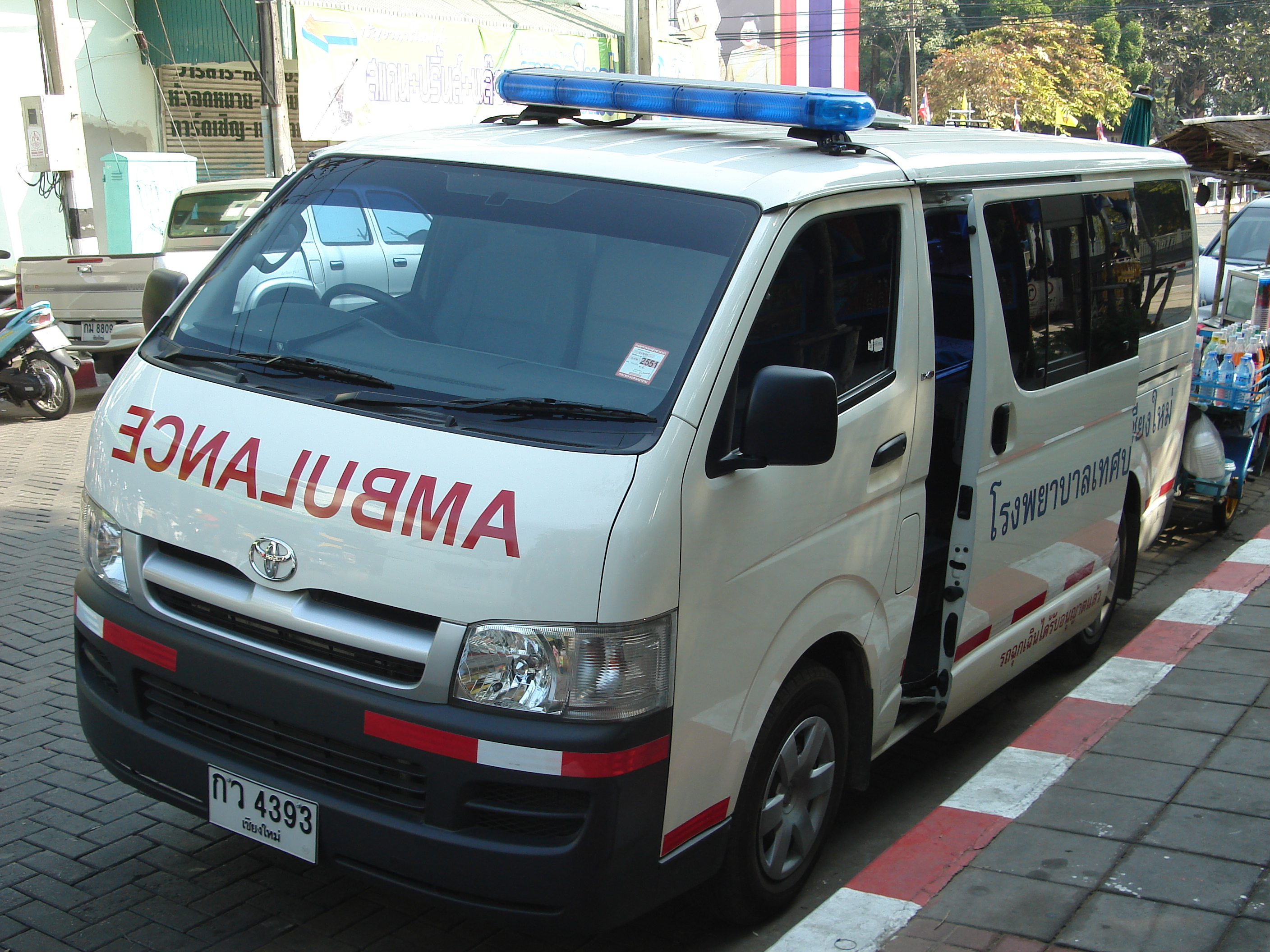
ロング タイ仕様 標準ルーフベースの救急車（200系1型）
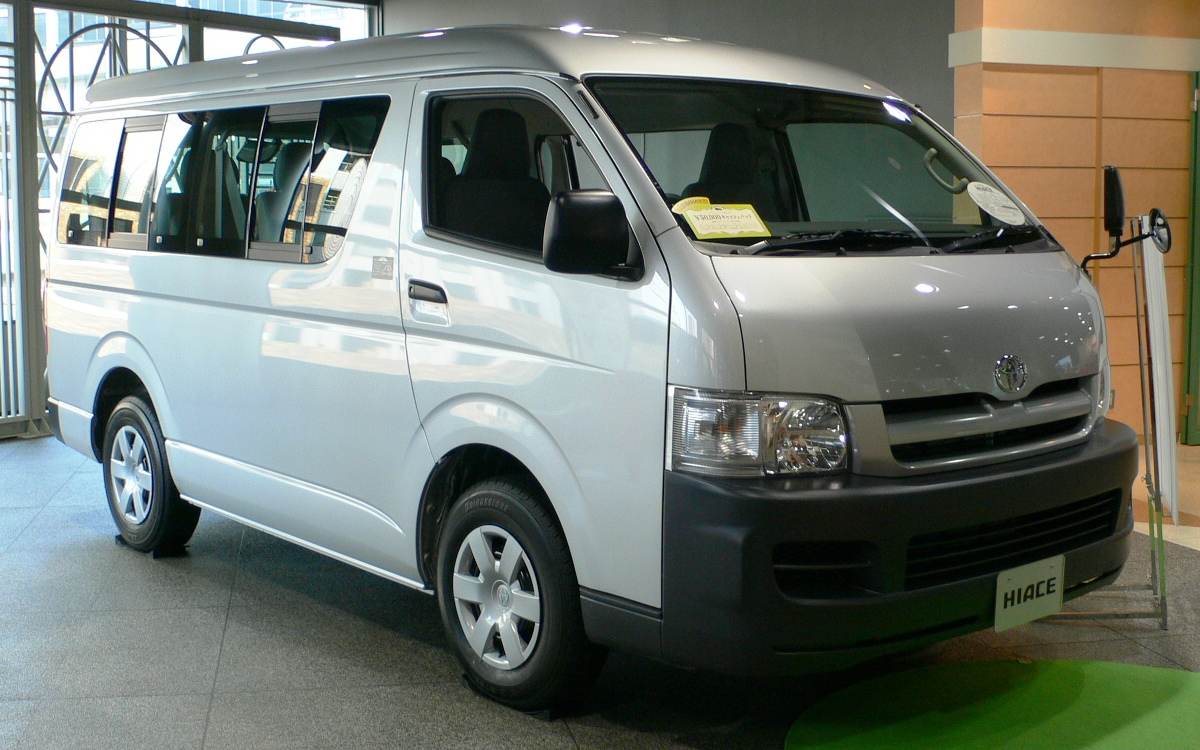
ロングワゴン DX ミドルルーフ（200系1型）
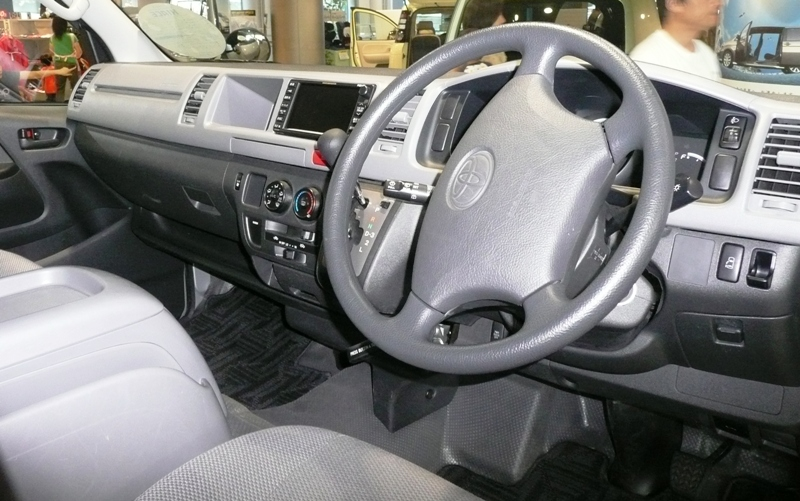
ロングワゴン DX 車内

## 2型
全車フロントグリルの形状変更。スーパーGL（バン）、グランドキャビン（ワゴン）、GL（ワゴンおよびコミューター）はシート表皮を変更。ディーゼル車は1KD-FTV型にエンジンを変更。
バン スーパーGLにワイドボディ・ミドルルーフ車、DX（の一部車型を除く）にGLパッケージを新たに設定し、ワゴンにはDXとグランドキャビンの間にGLが追加された。ワゴンGLは、ワゴンDXのサイズ（ワイドボディ・ミドルルーフ）でグランドキャビン並みの室内装備を持つ。ボディカラーはワゴンDXとほぼ同じであるが、バン スーパーGLと同じ専用色の「ブラックマイカ」が選択できる。インテリアは後部2列のシートにアームレスト、リアクォーターコンソール、4列目（最後列）はコミューターと同じ跳ね上げ式の4人掛けシートが装備され、よりパーソナルユースを視野に入れたグレード展開としている。要望の多かったアルミホイールを、全車にメーカーオプションで設定した。

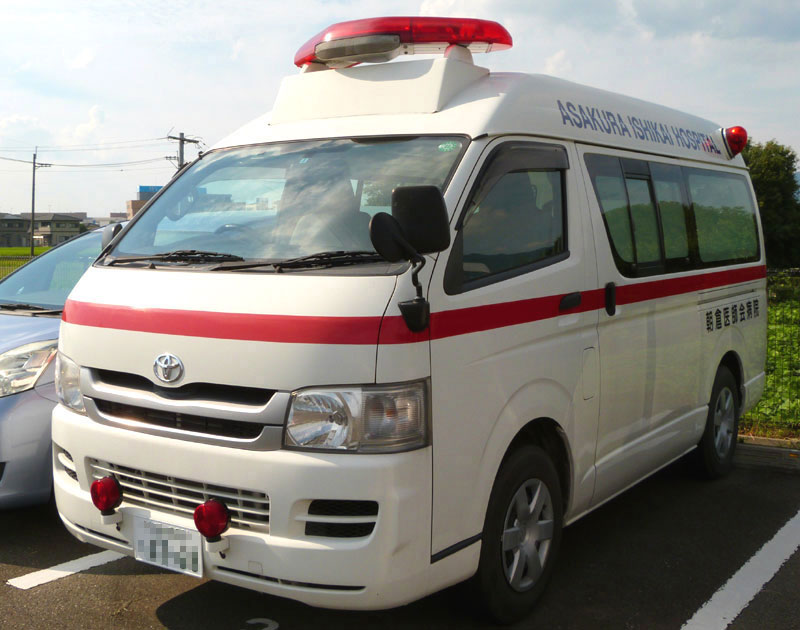
ロングバン ハイルーフベースの医療機関の救急車（200系2型）
コミューター 寒冷地仕様ベースの産交バス「豆バス」（200系2型）
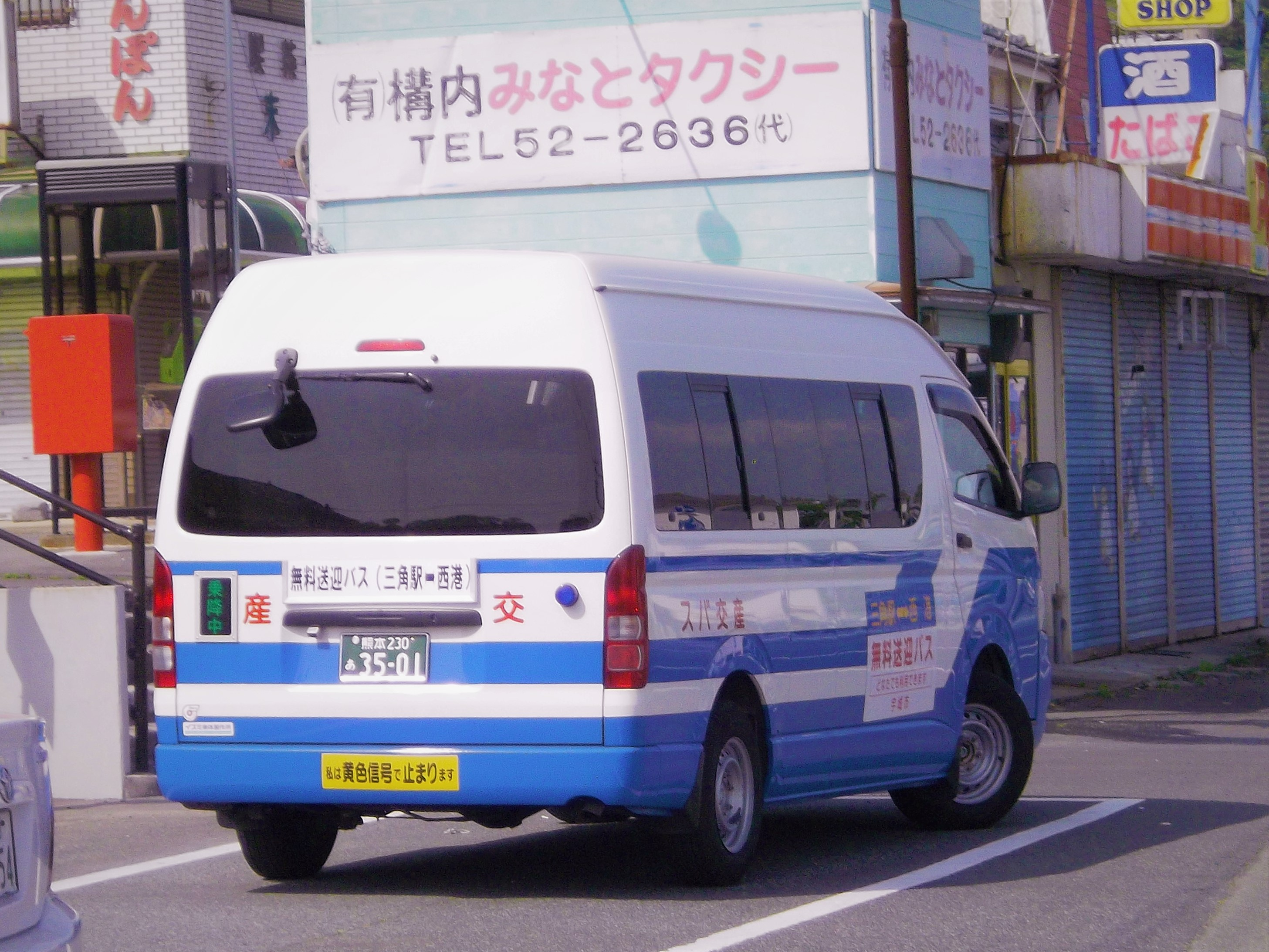
コミューターベースの「豆バス」リア。右側コンビランプ下段のバックランプの位置にリアフォグランプが入っているため寒冷地仕様と識別できる[注釈 2]。

## 3型
ディーゼルエンジン車はエンジン型式こそ1KD-FTV型と変更のないものの、以下のような多岐にわたる大幅な改良、および変更を受け、「平成21年（ポスト新長期）排出ガス規制」に適合し、当該エンジン搭載車のメーカー希望小売価格は12 - 15万円程度（消費税抜き）上昇した。
【1KD-FTVエンジン(搭載車)の変更点】
- 最高出力を100 kW (140 PS)/3,400 rpmから106 kW (144 PS)/3,400 rpmへ向上
- 最大トルクを300 N⋅m (30.6 kgf⋅m)と保ちながら、発生回転域を1,200 - 2,400 rpmから1,200 - 3,200 rpmへ拡大
- 圧縮比を15:1へ低減（従前は16:1）
- 燃料の最大噴射圧力を180 MPaから200 MPaに高圧化し、プレッシャーディスチャージバルブを変更
- フューエルインジェクターにはピエゾアクチュエーター制御を採用、サプライポンプの吐出圧を高圧化、フィードポンプ部に燃料添加弁吐出口を設定
- EGRバルブにバタフライバルブを採用、EGRクーラーは経路を変更し、バイパスバルブを設定
- インテークマニホールドをスワールコントロールバルブ一体式から別体式へ変更
- ターボチャージャーを小型化、ターボモータードライバーを廃止
- 3段式スワールコントロールバルブを採用
- クーリングファンに左右独立制御を採用
- グローコントロールユニットを採用し、グローリレーを廃止
- 可変吐出圧オイルポンプを採用
- 吸気温センサーの取付位置を変更
- 排気温センサーを2カ所から3カ所へ増加
- 排気圧センサーを絶対圧検出から差圧検出へ変更
- 酸化触媒を追加
- エンジンオイルのアッパーレベル警告を廃止（アッパースイッチ、アッパーウォーニングランプを廃止）し、オイルレベル（下限割れ）警告を設定
- ターボチャージャーの後方に燃料添加弁を追加（PM燃焼・DPF再生用）
- タイミングベルトカバーの二重構造化
- バルブタイミングを変更
- 燃焼室形状およびピストンスカート形状などを変更
- 冷却水経路を小変更、サブラジエーターを廃止、クーリングファンにブラシレスモーターを採用
- オルタネーターのエンジン始動時発電抑制制御を廃止

これらの改良、変更（特にピエゾ式インジェクターへの変更）によりエンジン騒音が低減したほか、燃料消費率も向上し、バンの一部車種（ロングボディ・標準ルーフ（2WD/4WD）/ミドルルーフ/ハイルーフ（2WD）及びコミューターの2WD車）において「平成27年度燃費基準」を達成した。
DPRの作動にかかる燃料ポスト噴射を廃止（代わりに排気管内へ燃料を噴射する設計に）したため、従前の1KD-FTV型エンジン車で問題となったエンジンオイルを軽油が希釈する問題は解決した。
ガソリン車においてもエンジン制御・トランスミッション制御、および触媒の変更等により、ワイドボディの4WD車を除く全タイプのバンにおいても「平成27年度燃費基準」を達成した。
全車フロントマスク（フロントグリル、ヘッドランプ、フロントバンパー）の形状変更。初期型と初回マイナーチェンジ時のグリルには互換性があるが、この型から寸法が変わった。バン スーパーGL、コミューターGL、ワゴンGLとグランドキャビンにはディスチャージヘッドランプをメーカーオプション設定するとともに、オートエアコンを標準装備。DX全車にはパワーウィンドウ（運転席キーOFF後作動可能、ワンタッチ式・挟み込み防止機能付）を標準装備。ボディカラーにはワゴン（グランドキャビン、およびGL）とバン（スーパーGL）にメーカーオプションとして「ホワイトパールクリスタルシャイン<070>」を、ワゴンのグランドキャビンには「ゴールドメタリック<593>」の設定を追加し、従前までバン（スーパーGL）にメーカーオプション設定の「インテリジェントシルバートーニング<2JN>」を廃止した。内装面ではドアトリムとシート表皮色にダークグレーを採用。スーパーGL、ワゴンGLとグランドキャビンはオプティトロンメーターのデザインを変更、スーパーGLにはダウンライト（フロントセンターコンソールボックス部）を追加した。

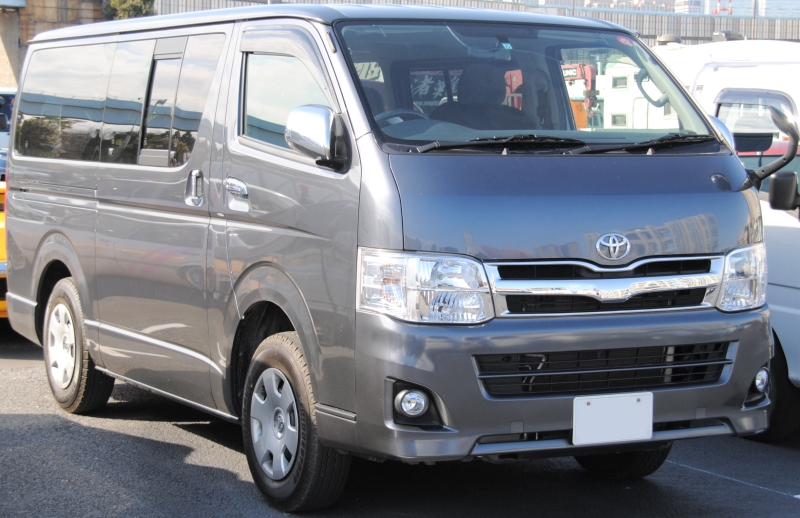
ロングバン　スーパーGL　標準ルーフ（200系3型）
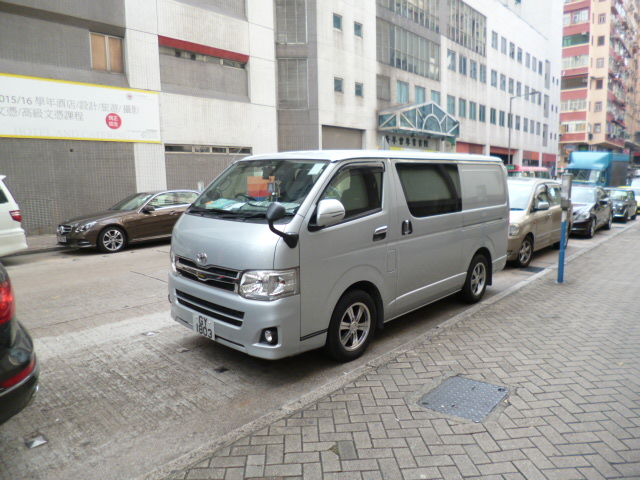
ロング　香港仕様（200系3型）
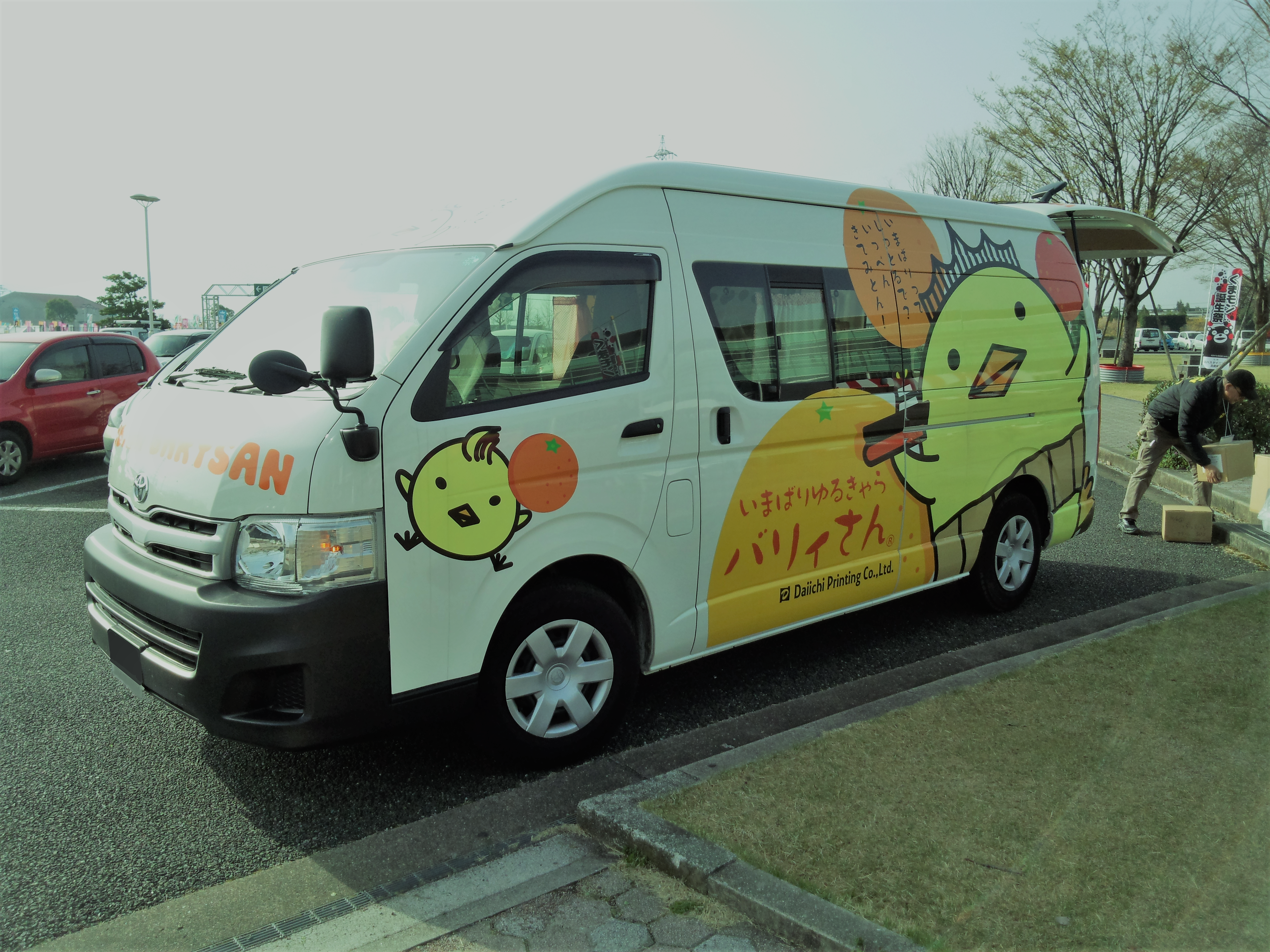
スーパーロングバン DX（第一印刷のバリィさんキャラバン）（200系3型）

## 4型
この4型は2013年11月27日に発売され、設計面において大幅な変更が加わった。この型以降を総称して「200系後期型」と呼ぶこともある。5型以降も基本デザインは4型のものを踏襲している。
ヘッドランプを含むフロント周りのデザインが変更され、後のレクサスのデザイン言語「スピンドルグリル」を彷彿とさせる砂時計型を取り込んだフロントマスクとなった。
バン「スーパーGL」とワゴン「GL」・「グランドキャビン」においてはリアコンビネーションランプのデザインも変更。リア側面のウィンドウは凹凸が少ないスライド式となった。バン「スーパーGL」、ワゴン「GL」・「グランドキャビン」にはガラスアンテナを採用し、全車にLEDヘッドランプ（ロービーム）や鋭角的なラインのアルミホイール（バン「DX」のジャストローフロアを除く）のオプション設定を追加。ボディカラーはバン「スーパーGL」専用色の「ボルドーマイカメタリック」、バン「DX（ロングボディ）」専用色の「ブラックマイカ」を追加した。
内装面ではセンタークラスターパネルのデザインを変更し、平均燃費や外気温度などの各種情報を表示するマルチインフォメーションディスプレイを全車標準装備した。バンの「DX"GLパッケージ"」・「スーパーGL」、ワゴンの「GL」・「グランドキャビン」にエアロスタビライジングフィン（ドアミラー・コンビネーションランプなど）を採用し、バン「スーパーGL」の2WD車にはショックアブソーバーなどのサスペンションのチューニング変更が行われた。さらに、バン「スーパーGL」、ワゴン「GL」・「グランドキャビン」にバックドアイージークローザーを採用し、バン「スーパーGL」にはデュアルパワースライドドア（挟み込み防止機能付）を、バン「スーパーGL」、ワゴン「GL」・「グランドキャビン」、コミューター「GL」にはスマートエントリー&スタートシステムとステアリングスイッチ（オーディオ）のオプション設定を追加した。
3型以前とは内装スイッチ類の形状や、スライドドアの小窓形状等も変更されており相互換性が無くなっているものがある。上述通りこれらを総じて3型以前を「200系前期型」、4型以降を「200系後期型」と区分けする場合もある。カスタムパーツ類においても「4型（2013年11月）以降であれば適合」といった注意書きがなされているものもある（尤も逆もまた然りであり、「3型以前なら適合」という例もある）。

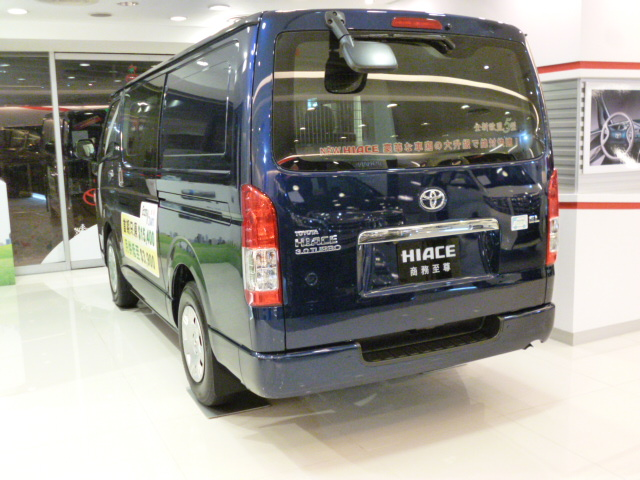
ロング　香港仕様　リア
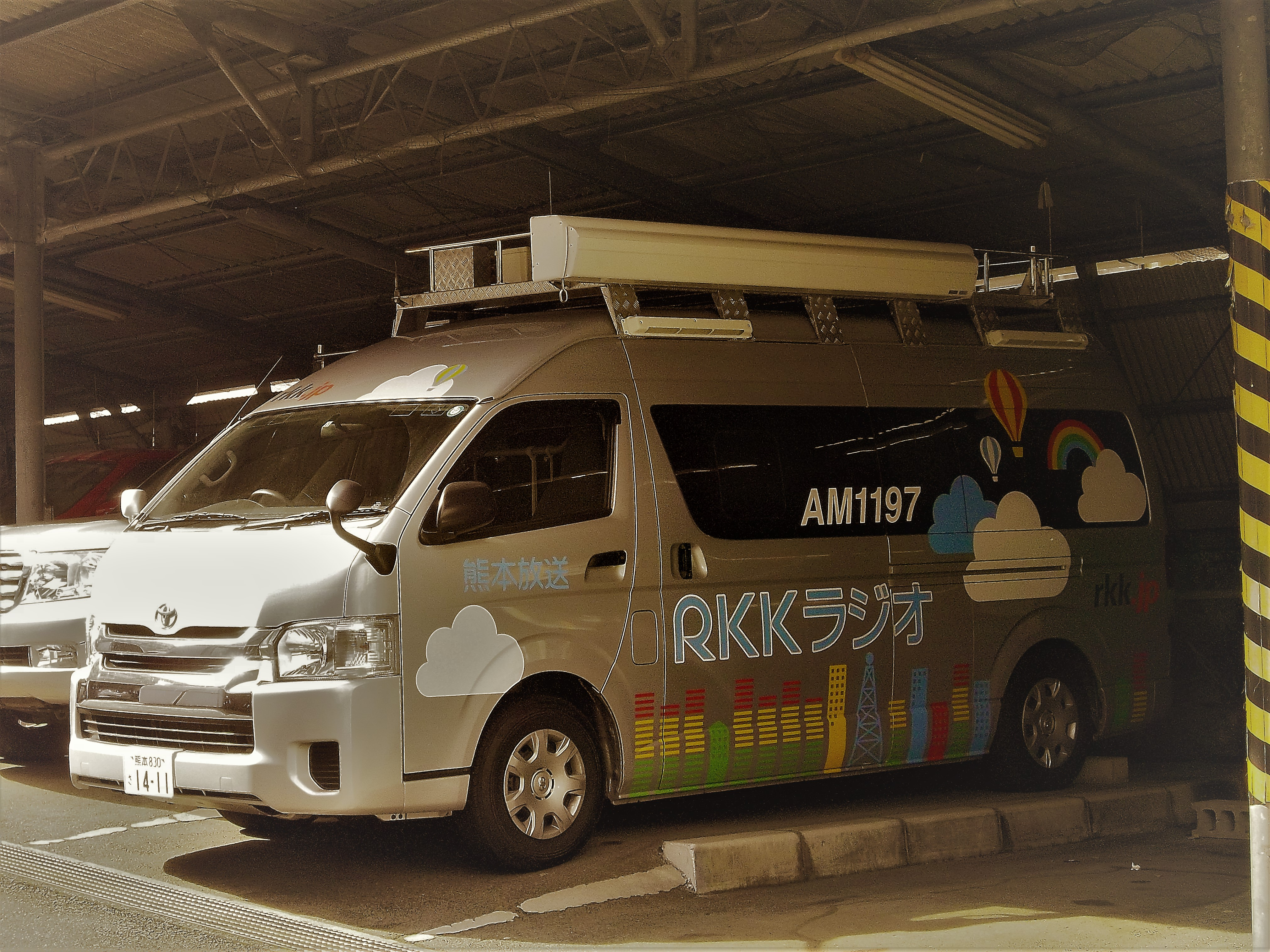
スーパーロングバン DX"GLパッケージ" ベースのラジオカー（熊本放送）（200系4型）
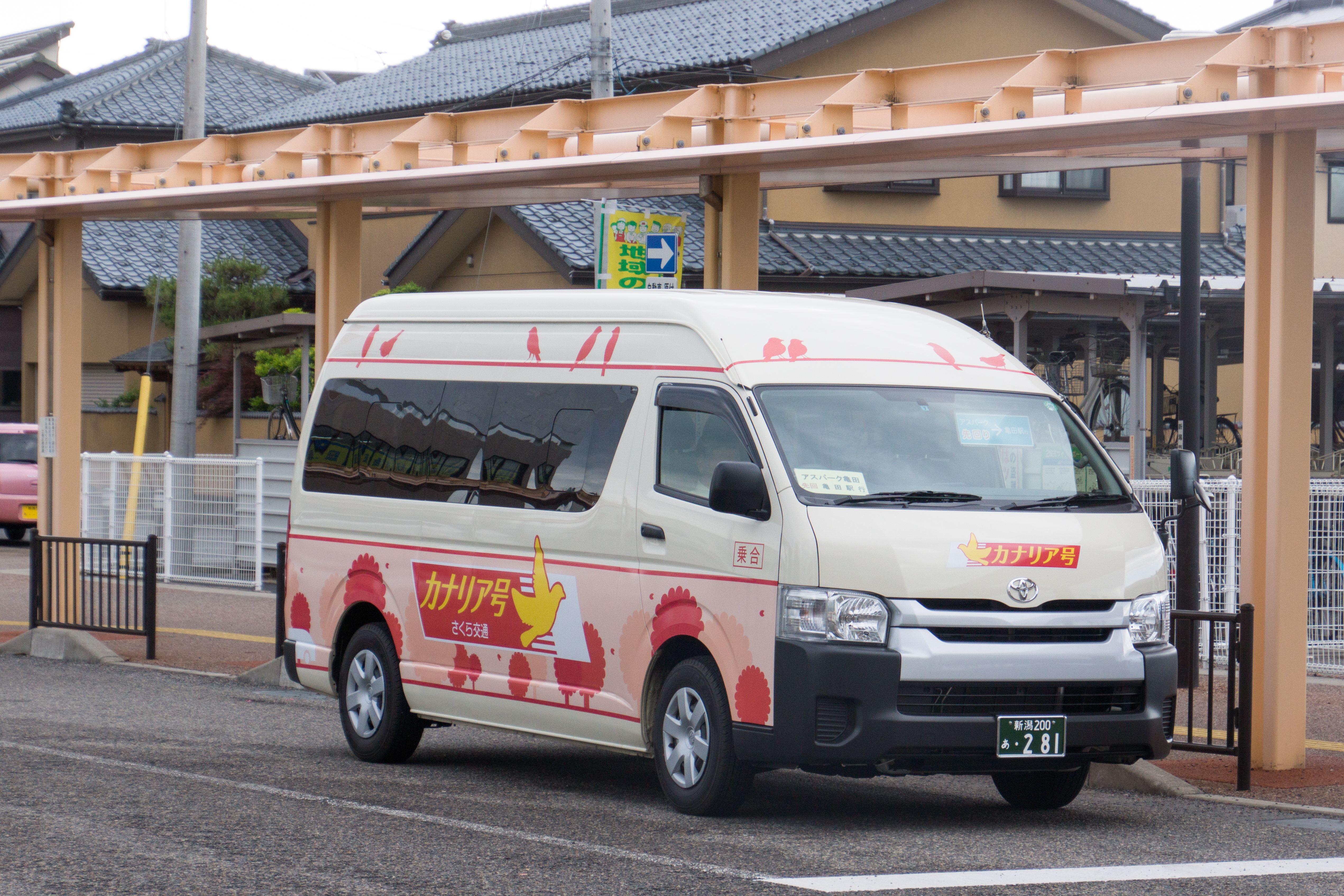
コミューター　路線バス仕様（さくら交通 カナリア号）（200系4型）
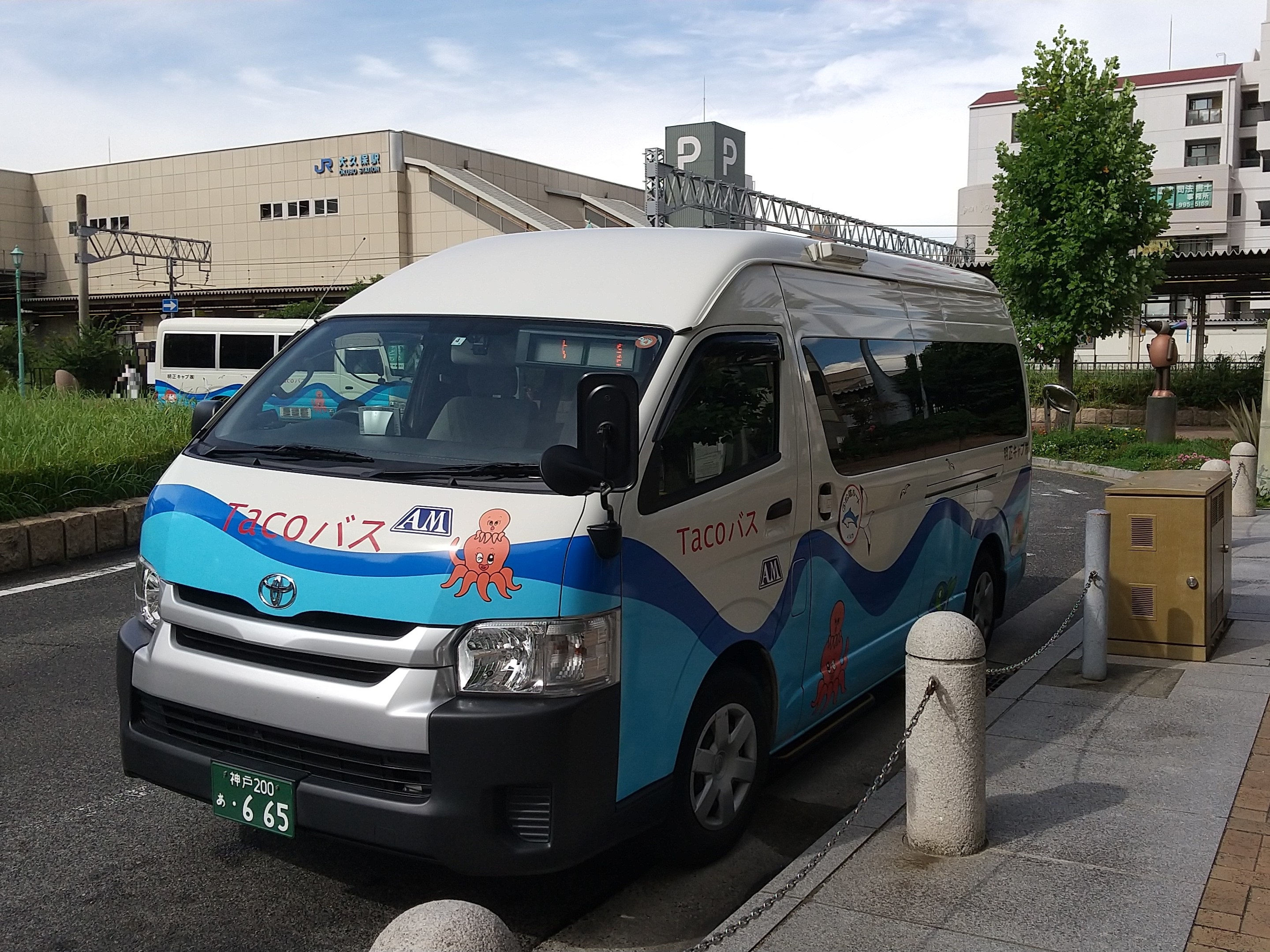
コミューターベースの兵庫県明石市Tacoバス（200系4型）

## 5型
フロント周りの外観デザインは4型と殆ど変わりがなく、唯一の違いはフロントグリル中央部分にミリ波レーダーの為の切り込みが入っている点のみ。
衝突回避支援パッケージ「Toyota Safety Sense P」が標準装備となった。レーダークルーズコントロールシステムの機能は非搭載、ウェルキャブのワイドボディとTECS車は除く、メーカーオプションで非装着車も設定した。「Toyota Safety Sense P」装備車にはフロントガラス内側に単眼カメラ、フロントグリル中央部にミリ波レーダーが設置された、バンとコミューターに設定のディーゼル車はエンジンを2800ccの1GD-FTV型に置換され（エンジンの置換に伴い、車両型式がGDH200系となる）、ATはガソリン車と同じ6速（シーケンシャルシフトマチック付）に多段化。「平成21年排出ガス基準10%低減レベル（低排出ガス車）」の認定をディーゼル車の全種類に拡大されたほか、燃費性能が向上されたため、「平成27年度燃費基準+10%」又は「平成27年度燃費基準+15%」を達成した。ワゴンとコミューターでは既に装備されているVSC&TRCやヒルスタートアシストコントロールをバンにも拡大して標準装備するとともに、オートアラームを全車に標準装備された。今回の一部改良に伴い、バンのディーゼル車はグレード・駆動仕様云々一切関係無くATのみの設定となり、同時に4輪駆動仕様のMTも消滅した。今後MT設定は2021年6月までの2輪駆動仕様のガソリン車のみとなった。
ボディカラーはワゴンの「グランドキャビン」にて一部入れ替えが行われ、「ゴールドメタリック」を「ベージュメタリック」に、「ノーブルパールトーニングII（オプションカラー）」を「ラグジュアリーパールトーニング（オプションカラー）」にそれぞれ差し替えた。

## 6型
デジタルインナーミラーを全車に、パノラミックビューモニターをAT車に、インテリジェントクリアランスソナー（パーキングサポートブレーキ〈静止物〉）を「Toyota Safety Sense」装着のAT車にそれぞれオプション設定されたほか、オプティトロンメーターに4.2インチTFTカラーマルチインフォメーションディスプレイが採用された。一部車種に設定されていた助手席側フェンダーミラーが廃止され、全車種が運転席側・助手席側ともドアミラーとなった。またS-GLなど上位グレードに搭載されている電動格納ドアミラーの形状がこれまで「横長タイプ」であったのが「縦長タイプ」に変更された。また5型にあったミリ波レーダー位置が下へ変更となりフロントグリルデザインが4型に近くなっている。
なお、ネッツ店で販売されていたレジアスエースはこの6型のモデルライフ中に廃止され、ハイエースに統合された。

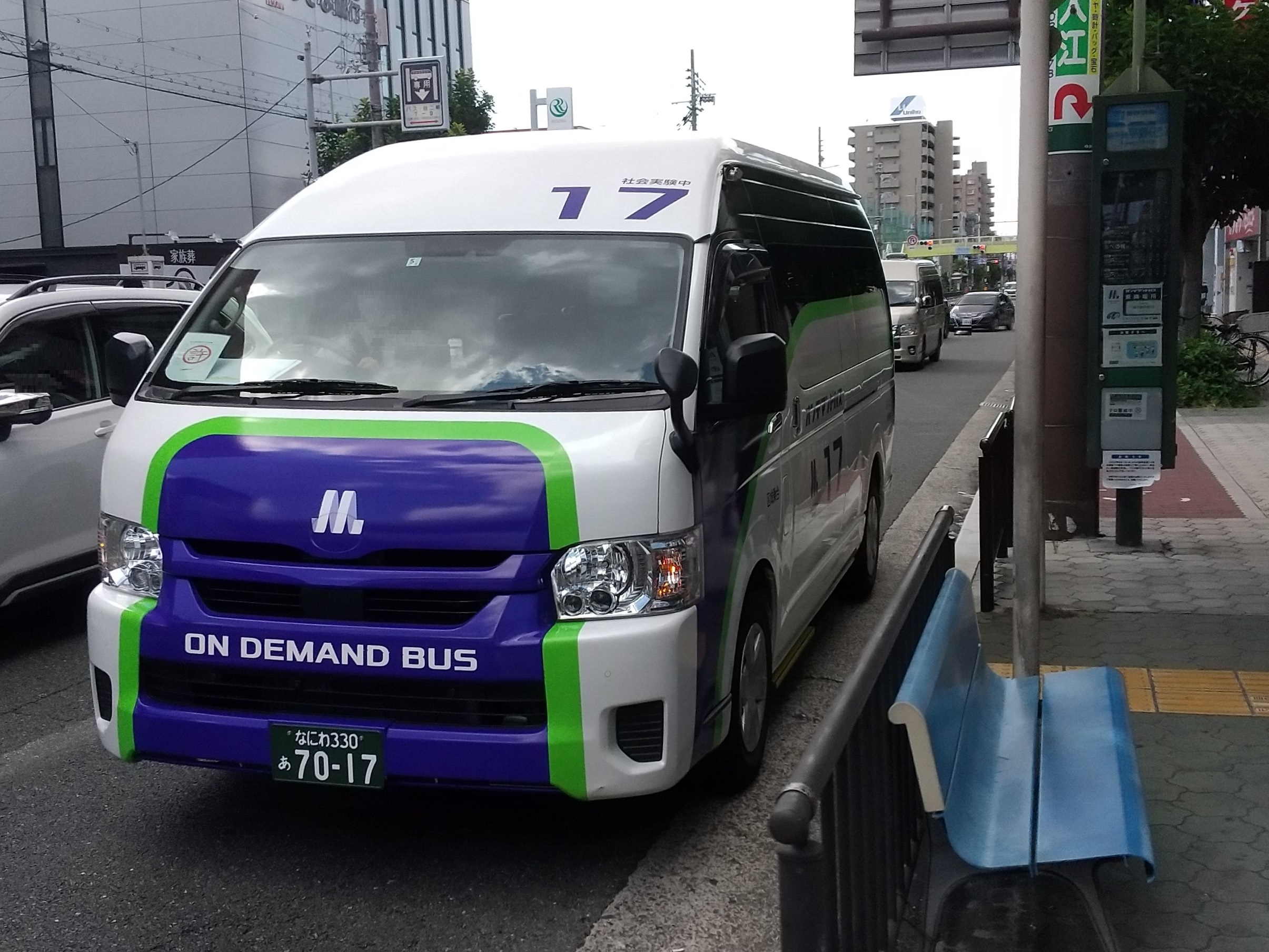
コミューターベースの大阪メトロオンデマンドバス（200系6型）

## 歴史
2004年8月23日
200系ハイエースおよびレジアスエースを発表。スーパーロング・ワイドボディ・ハイルーフは2005年（平成17年）1月より発売を開始した。
2005年11月22日
一部改良。全車にヘッドライトマニュアルレベリング機構を採用し、ハイマウントストップランプや助手席リクライニングシートも標準装備した。
2006年4月27日
右側スライドドアの設定のない200系ハイエース・ワイドスーパーロングハイルーフ形状の日本国外の輸出仕様車をベースにした両側スラ イドドアで室内高を嵩上げした新型のハイメディックと、防振ベッドを省いた2ベッド型トヨタ救急車が登場。
それをベースにした室内高1,900 mmのキャンパー特装車を東京モーターショー出展、反響次第では市販化も検討。エンジンは一般販売のワイドまたはスーパーロング車と同じ直列4気筒2.7 L の2TR-FE型搭載となり、トヨタの高規格救急車において市販車と同じエンジンが搭載された初のケース。
2006年5月29日
マレーシアで生産したハイエースを、タイへ輸出することを発表した。
2007年8月20日
初のマイナーチェンジを実施し、「200系2型」へ移行。ディーゼルエンジンを、排気量が大きいものに変更。
2010年3月29日
カーリースを利用する法人ユーザー向けのテレマティクスサービス「G-BOOK BIZ」の提供を発表。翌日から全国のトヨタレンタリース店より、ハイエースバンおよびレジアスエースバンに提供開始。
2010年7月26日
2度目のマイナーチェンジ。ディーゼルエンジンを大幅に改良した「200系3型」へ移行。
2012年4月16日
一部改良（5月7日販売開始）。フロントルームランプにドアを閉めた後でも一定時間点灯するイルミネーテッドエントリーシステムを採用するとともに、盗難防止システム（エンジンイモビライザーシステム）の全車標準装備、車速に応じて自動でドアロックがかかる車速感応パワードアロック（運転席・助手席ドアキー連動、衝撃感知ドアロック解除システム付）を採用（バン「DX」を除く）。
ディーゼルエンジン車には触媒の浄化を手動で補える排出ガス浄化スイッチ（触媒浄化用）を標準装備。
コミューターはリアシートの上下調整式ヘッドレストやリクライニング機能を「DX」にも拡大適応させたが、前中央席を廃止し「DX」・「GL」ともに定員が14人となった。
上級グレードに限ってメーカーオプション設定されていたディスチャージヘッドランプ（ロービーム・オートレベリング機能付）を全車へ設定拡大したほか、後退時にバックカメラからの後方映像をインナーミラー内のディスプレイに映して駐車をサポートするバックモニター内蔵自動防眩インナーミラーを国内のトヨタ車として初採用（全車メーカーオプション）するなど装備の充実化が図られている。
バンのロング・標準ボディ（ディーゼル仕様の2WD車）は「平成21年排出ガス基準10%低減レベル（低排出ガス車）」認定となり、バンのロング・標準ボディ（ディーゼルの2WD・5MT車）とコミューターのディーゼル車は「平成27年度燃費基準+5%達成」となった。
客席のシートベルトが2点式から3点式に変更された（ワゴン・コミューター）。
フロントフォグランプの仕様がこれまでのHB4型からPSX26W型に変更された。なお外観上の違いは殆どないが、レンズの材質がこれまでのガラス製から樹脂製に変わっている。
2012年11月1日
バン「スーパーGL」をベースに、シート表皮とドアトリムに専用トリコット（エンボス加工付）を、ステアリングホイールとシフトノブに本革巻き&サイバーカーボン調加飾をそれぞれ施し、ディスチャージヘッドランプ（ロービーム・オートレベリング機能付）等を装備した特別仕様車「スーパーGL"PRIME SELECTION"」を発売。ボディカラーは特別設定色のボルドーマイカメタリックを含む4色を設定した。
2013年11月27日
大規模な改良を行い、「200系4型」を発表。
2014年12月16日
一部改良及びバン特別仕様車「スーパーGL"DARK PRIME"」を発表（2015年1月6日販売開始）。
ガソリン車はエンジンにDual VVT-iなどを採用したことで燃費性能が向上され、「平成27年度燃費基準+10%」を達成。同時に、AT車はこれまでの4速から6速（シーケンシャルシフトマチック付）に多段化した。バン全車にはリアシートベルト（外側3点式・中央席2点式）を標準装備した。
バン特別仕様車「スーパーGL"DARK PRIME"」は「スーパーGL」をベースに、外観はメッキのフロントグリルとバックドアガーニッシュをダークメッキ化。内装は本革巻き4本スポークステアリングホイール、本革シフトノブ、インストルメントパネルアッパー部、パワーウィンドウスイッチベースに黒木目マホガニー調加飾を、シフトベゼルとフロントオートエアコン+プッシュ式コントロールパネルにダークシルバー加飾をそれぞれ施したほか、シート表皮にはダークグレーのトリコットと合成皮革を採用してダブルステッチを施し、フロントドアトリムにも合成皮革を採用した。クリアスモーク加飾を施したLEDヘッドランプ（ロービーム、オートレベリング機構付）、スマートエントリー&スタートシステム（スマートキー×2）、ダークシルバー加飾のベゼルも施したステアリングスイッチ（オーディオ）を標準装備した。ボディカラーは特別設定色の「スパークリングブラックパールクリスタルシャイン（オプションカラー）」を含む5色を設定した。
2015年9月29日
2015年度グッドデザイン・ロングライフデザイン賞を受賞。
2016年6月1日
一部改良を発表（6月11日販売開始）。
ワゴンとコミューターにVSC&TRC、ヒルスタートアシストコントロール、緊急ブレーキシグナルを標準装備したほか、アクセサリーソケット (DC12V・120W) を全車に標準装備した。
併せて、ウェルキャブの「車いす仕様車」においては、ベース車同様の改良に加え、「Aタイプ」は車内レイアウトの見直しにより、大型サイズの車いすやリクライニング機能付特殊車いす利用者の2人乗車が可能となったほか、新たに、「Aタイプ」に2人掛けのスペースアップシートを採用することで使用状況に応じて配席アレンジを可能にした「ASタイプ」と、車いす利用者2人がシートに移乗することでロングボディ・標準ボディ幅でありながら車いす利用者を最大4人まで乗車可能にする「Fタイプ」を新設（「Aタイプ」・「ASタイプ」は9月販売開始）。さらに、リアシートには消臭機能を加え、シートベルトにはシートベルトリルータなどを設定。車いすリフトを改良し、オプションに可倒式手すりを設定した。
2017年11月22日
一部改良が発表された（12月1日販売開始）。通称「200系5型」。
併せて、2015年1月に発売されたバン特別仕様車「スーパーGL"DARK PRIME"」を新仕様で再発売されることも発表された。
さらに同日、ハイエースの発売50周年を記念し、トヨタモデリスタよりコンプリートカー「Relaxbase（リラクベース）」が発売された。
2018年5月
衝突回避支援パッケージの名称を「Toyota Safety Sense P」から、「Toyota Safety Sense」に変更。（公式発表なし）
2018年8月6日
特別仕様車「スーパーGL"DARK PRIME II"」、「スーパーGL"50TH ANNIVERSARY LIMITED"」が発売された。
「スーパーGL"DARK PRIME II"」は、2017年11月に新仕様で再発売された「スーパーGL"DARK PRIME"」のバージョンアップ仕様で、ルーフ、ピラー、セパレーターバーがブラック色に変更され、スライドドアのスカッフプレートに車名ロゴ&イルミネーションを追加。SRSエアバッグとプリテンショナー&フォースリミッター機構付シートベルトを助手席にも装備した。
「スーパーGL"50TH ANNIVERSARY LIMITED"」は、誕生50周年記念車で、「スーパーGL」をベースに、外観はフロントロアグリルに漆黒メッキ、フロントフォグランプベゼルやフルホイールキャップに高輝度塗装がそれぞれ施され、バックドアに50周年記念エンブレムを装着。内装はルーフ・ピラー・セパレーターバーはブラック色に、シート表皮はダークブラウン色のトリコット+合成皮革&ダブルステッチにそれぞれ変更され、随所に茶木目マホガニー調加飾やダークシルバー加飾が施された。そのほか、スマートキーに50周年記念エンブレムが施され、「スーパーGL"DARK PRIME II"」同様にSRSエアバッグとプリテンショナー&フォースリミッター機構付シートベルトを助手席にも装備され、スライドドアはデュアルパワースライドドアにグレードアップされた。ボディカラーは特別設定色の「グラファイトメタリック」を含む6色展開。2019年7月末までの期間限定生産となる。
（補足）2019年2月18日
新プラットフォームを採用した、300系ハイエースが発表された。海外市場ではこれをメインに販売するが、日本国内では引き続き200系を販売するとしている。
2020年4月17日
一部改良を発表（5月1日発売）。通称「200系6型」。
ガソリン車（バン・ワゴン・コミューター問わず）はWLTCモード走行による排出ガス・燃料消費率（燃料消費率はJC08モード走行時も併記）に対応したが、排出ガスは「平成30年排出ガス規制適合」となり、バックドアウィンドウに貼付されていた「低排出ガス車」ステッカーが省略された。
2020年5月1日
東京都を除く全ての地域での全車種併売化に伴い、一部改良モデルの発売に合わせて大阪トヨタを除くトヨタ店、トヨタ西東京カローラを除くカローラ店、ネッツトヨタ多摩・ネッツトヨタ東都を除くネッツ店及び大阪トヨペットでの販売を開始。
ネッツ店では一部改良モデルの発表に伴って販売終了となったレジアスエースに替わって取り扱うようになり、レジアスエースでは未設定だったワゴンやコミューターも取り扱うようになる。
2021年4月21日
一部改良を発表（8月2日発売）。
バンに設定されていた5MT車が廃止され全車ATに統一されたほか、ボディカラーの「ボルドーマイカメタリック」と「グレーメタリック」を廃止。そのほか、ワゴンの「GL」と「グランドキャビン」、コミューターの「GL」にスマートエントリー&スタートシステム（スマートキー×2）、アクセサリーコンセント（AC100V・100W）、ステアリングスイッチ（オーディオ）が標準装備され、ヒーター付ミラーは全車寒冷地仕様とのセットオプション設定となった。
2022年4月13日
一部改良。通称「200系7型」。
パーキングサポートブレーキ[前後方障害物]を全車に標準装備されたほか、ディーゼル車は燃料消費率が向上されたことで、「平成27年度燃費基準+15%」を達成。バン「スーパーGL」とワゴン「GL」に装備されているフロントフォグランプがLED化された。
1GD-FTV型ディーゼルエンジンに必要なAdBlueのタンク容量がこれまでの7.4Lから10.4Lにアップされ、補充目安が従前の7,000kmから10,000kmとなった。
2024年1月10日
トヨタ救急車と共に一部改良。通称「200系8型」。
バンは「スーパーGL」に「アースカラーパッケージ」が設定され、フロントグリルがマットブラック塗装に、バンパー（素地、フロント・リア共）が専用意匠にそれぞれ変更されるとともに、ボディカラーにはパッケージ専用の特別設定色としてベージュとアーバンカーキが設定される（本パッケージは専用ボディカラーとセットでメーカーオプション）。「DX」にはイージークローザー（スライドドア・バックドア）のメーカーオプションが設定された。
ウェルキャブの車いす移動車にはアンカーバー付車いすにスイッチ操作のみでワンタッチ固定が可能な車いす固定装置を採用したBUタイプとFUタイプが新たに設定された。
2025年2月7日
バン特別仕様車「スーパーGL"DARK PRIME S"」が発売された。
200系型の誕生20周年を記念したモデルで、1GD-FTV型エンジンを高出力化するとともに、サスペンションに専用ショックアブソーバーを採用。外観はフロントグリルとバックドアガーニッシュをプラチナサテンメッキに変更。内装はステアリングホイールとシフトノブを本革（ステアリングホイールは本革巻き）+カーボン調加飾に、ベゼル（ステアリングスイッチ・シフト）とフロントオートエアコン+プッシュ式コントロールパネルをダークシルバー加飾に、インパネアッパー部とパワーウインドウスイッチベースをカーボン調加飾にそれぞれ変更した。
また「スーパーGL」ではメーカーオプション設定となる助手席SRSエアバッグ+プリテンショナー&フォースリミッター機構付シートベルト、助手席シートベルト非着用ウォーニング+リマインダー、デュアルパワースライドドア（挟み込み防止機能付）が特別装備され、リアサイドプライバシーガラスを両側固定式にグレードダウン。LEDヘッドランプ（ロービーム）[オートレベリング機能付]はクリアスモーク加飾仕様で特別装備された。
なお、本仕様車にメーカーオプションで設定される200系型誕生20周年記念ロゴ入りフロントドアスカッフプレートは「スーパーGL」にもメーカーオプションで設定される。

## トヨタ・ベンチュリー
5代目の派生車種として、2005年からタイ限定で販売されている乗用車仕様。
ハイエースが5代目にモデルチェンジした2004年当時、トヨタモータータイランドの販売車種にはMPVがなく、MPVに相当するイノーバはインドネシアで販売が始められたばかりだった。イノーバの上級に相当するSUVのフォーチュナーも7代目ハイラックスと共にまだ開発中で、起亜・カーニバルやサンヨン・スタヴィックといった韓国勢がMPV市場を一時席巻していた。これらに対抗するため、豊田通商のタイ法人が中心となってタイ国内で製造できるハイエースをベースに、乗用目的を優先したMPVが企画された。
日本向けのロングワゴンミドルルーフを基に、現地法人のトヨタモータータイランドとタイオートワークスにおいて上級仕様化された。